# Resolució 1854 del Consell de Seguretat de les Nacions Unides
La Resolució 1854 del Consell de Seguretat de les Nacions Unides fou adoptada per unanimitat el 19 de desembre de 2008. Després d'observar amb satisfacció els esforços del govern de la presidenta de Libèria Ellen Johnson Sirleaf en la reconstrucció del país, el Consell decideix renovar l'embargament d'armes i la prohibició de viatjar a aquells qui amenacen la pau, així com renovar el mandat del Grup d'Experts encarregats de controlar-ne l'aplicació i l'eficàcia de les sancions, fins al 20 de desembre de 2009.
Alhora, encoratja al govern liberià que segueixi implementant les recomanacions del Procés de Kimberley per tal d'impedir l'arribada als mercats dels diamants de sang. També demana al Secretari General que ratifiqui als actuals membres del Grup d'Experts.